# بهاريز (فلم)
بهاريز: فيلم مصري من إنتاج عام 2000.

## قصة
زير نساء يتزوج من الثالثة دون علم الآخريات وعندما يكتشفن زواجه تهرب الثالثة، وتطلب الأولى الطلاق، بينما تحاول الثانية قتله ولكنه يهرب منها. تتفق الثانية مع إحدى العصابات على الانتقام منه حتى لا يقترب من أي امرأةٍ بعد ذلك. ويسلمها عمها زمردة ثمينة فتحاول العصابة أخذها منها فتوهمهم أنها ابتلعتها، فيتم قتلها ووضعها في حقيبةٍ كبيرة ريثما يتم فتح بطنها للحصول على الزمردة. لكن زوجها يعثر على الحقيبة، فيحاول مع زوجته الأولى التخلص من الحقيبة حتى لا يُتهم بقتلها، لكنهم في كل محاولة للتخلص من الحقيبة تعود إليهم مرةً أخرى. يتعرف الزوج على إحدى المخترعات والتي اخترعت بيجامة تنير في الظلام، تأخذه إلى منزلها ويدور صراعٌ بينه وبين زوجها.يعثر الزوج على الزمردة فيسلمها لزوجته الهاربة والتي تخطفها العصابة وتأخذ منها الزمردة.تسلم الزوجة الأولى الجثة للشرطة، وتبلغ عن العصابة التي تقبض عليها الشرطة، ويأخذ الزمردة بينما يستمر الزوج في الجري وراء النساء.

## القصة الكاملة
سمير (سمير غانم) زير نساء مفلس ومديون وعليه شيكات كثيره، له علاقات نسائيه متعددة ويعيش في شقة زوجته الأولى وفاء (عبير صبري) ويستخدم سيارتها. يتصل عزوز الحدق (سيد زيان) بزوجة سمير الثانية سهير (سلوى عثمان) ويخبرها ان اليوم دخلة زوجها سمير على زوجته الثالثه آمال (نسرين نهاد) فتسارع إليه وتهدده بمسدس، ولكن تدخل عليهم وفاء فتهرب آمال ويتمكن سمير من انتزاع المسدس من سهير ويطردها. تطلب وفاء الطلاق وتهدده بالانتحار فيطلقها. يطلب عزوز من سهير ان ترد الجميل بمنع عمها الخربوطلى من الذهاب إلى مزادلصالح مخدومه صبحى شنن (يوسف داود)وذلك بوضع منوم له في الشراب وحينما تقابل عمها وتضع له المنوم في الشاى، يسلمها زمرده ثمنها مليون جنيه لتحفظها له. يموت عمهاوتخطفها عصابة شنن من أجل الزمرده، فتخفيها في كنبة السيارة، وتوهم العصابة أنها إبتلعتها. يقتل أحد أفراد العصابة (صالح العويل)سهير ويضعها في شنطة كبيره يتدلى منها بعض الدولارات ويضع الشنطه في الاسانسير، فيسحبه سمير ويجد الشنطه فيظن ان بها مبلغا كبيراً، فيضعها في سيارته، وتشاهده وفاء فتطلب منه ان يسلم النقود إلى الشرطة ويأخذ 10٪ ولكنهم اكتشفوا ان بالشنطه جثة سهير.يشاهد سميرسيارة عليها شنطة شبيهه بالشنطه التي بحوزته فيبدلهما ويثبت الشنطه بحزامه متخلصا من جثة سهير، ولكنه يعثر على جثة جاره حنكش (محمد السبع افندى)بداخل الشنطه، فيقوم بوضع جثته أمام باب شقته بينما سقطت الشنطة الأخرى من السيارة في الطريق وعثر عليها أحدالسائقين (احمد برقوقه) ويجد حزام سمير المكتوب عليه إسمه وعنوانه فيعيد الشنطه إليه وبها جثة سهير.بينما تحاول العصابة ان تجد جثة سهير بأى طريقة للحصول على الزمرده.يتعرف سمير في النادى على عزه فهمى (رحاب الجمل)الحاصله على دكتوراه في العلوم بعدأن شاغلته وإنجذب إليها، ولكن زوجها فريد (لطفى منصور)تشاجرمعه فقامت العصابة بخطف الإثنين ووضعهم في السيارة فعثر سمير على الزمرده وتمكن من الهرب ومعه فريد الذي هدد سمير وأخذه للمنزل لمواجهته بزوجته عزه، التي أخبرت سمير أنها مخترعه لبيچاما فوسفورية تضئ في الظلام، وتحاول أن تجربها عليه. يهرب سمير ويذهب إلى زوجته الثالثه آمال التي لم يدخل بها، ويعطيها الزمرده لإخفائها عندها مقابل20٪ ولكن العصابة تخطف آمال وتأخذ منها الزمرده. يتقابل سمير مع صبحى شنن الذي يعرض عليه مبلغا من المال مقابل تهريب الزمرده، بينما تبلغ وفاء البوليس. انشغل سمير بمشاغلة زوجة شنن (جميلة عزيز) التي تعاني من حالة نفسية، ثم حاول مشاغلة زوجة عزوز (أميرة فتحي)حتى جاء البوليس وقبض على عصابة شنن، وإعتذرسمير لزوجته وفاء التي ردها لعصمته قبل انقضاء عدتها، ووعدها بالتوبة والبعد عن النساء، ولكنه شاهد إحدى السودانيات (مستورة احمد) فطاردها وترك وفاء على الطريق.

## بطولة
| - سمير غانم (سمير) - عبير صبري (وفاء) - سيد زيان (عزوز) - مظهر أبو النجا - يوسف داوود (صبحي) - مريم فخر الدين | - سلوى عثمان (سهير - ضيفة شرف) - جميلة عزيز - نسرين نهاد - أميرة فتحي - رحاب الجمل - أمل إبراهيم - سيد مصطفى | - لطفي منصور - محمد السبع أفندي - نعمات عبد الناصر - عبد الجواد متولي - صالح العويل | - ليلى عبد الحكيم - مستورة - عصام بديع - محمود الشنواني - ليلى الإسكندرانية |

## إداريون
| - محيى حمدى: قصة وسيناريو وحوار - شريف حمودة: مخرج - سامح سليم: تصوير - حنان الشربيني: مونتاج - مارسيل صالح: نيجاتيف | - محمد الطباخ: مونتاج - كميل صبحي: صوت - أنور حنفي: صوت - عاشور عبد العظيم: صوت - سيد حامد: صوت | - أحمد عبد الحميد: ماكياج - هاني شنودة: موسيقى تصويريه - محمد بكر: فوتوغرافيا - سيد على: ريجيسير |